# Dopage par l'avortement
Le dopage par l'avortement ou dopage par la grossesse est une pratique qui consiste à provoquer délibérément une grossesse dans le but d'améliorer les performances sportives. Elle implique le plus souvent d'interrompre ensuite la grossesse.
À partir du milieu du XXe siècle, des rumeurs et accusations circulent lors de divers événements sportifs internationaux. Dans un contexte de Guerre froide, elles visent très majoritairement les sportives du bloc soviétique. Elles sont reprises par des médecins et scientifiques.
Dans les années 2000, le consensus académique s'accorde à affirmer qu'il n'existe pas d'avantages particuliers à être enceinte pour les performances sportives et fait remarquer que les anecdotes et affirmations des décennies précédentes ne se sont jamais appuyées sur des études scientifiques.

## Historique
Les premiers doutes sur le dopage par la grossesse s'élèvent après les Jeux olympiques d'été de 1956, quand on découvre que 10 des 26 femmes médaillées soviétiques pourraient être enceintes,. Dans un premier temps, les rumeurs portent essentiellement sur l'athlétisme et le ski de fond.
En 1988, la médecin suisse Renate Huch affirme lors d'un congrès de gynécologie à Strasbourg que des sportives utilisent le début de grossesse pour améliorer leurs performances et qu'elles avortent ensuite entre le troisième et le sixième mois. Elle ajoute que les performances augmentent tant que la femme enceinte ne prend pas de poids. La même année, le médecin finnois Risto Erkkola affirme que « maintenant que les tests antidopage font partie du quotidien, la grossesse est devenue le moyen préféré de prendre l'avantage sur les adversaires » dans le Sunday Mirror. Aucun des deux médecins ne cite d'études pour appuyer son propos.
En novembre 1994, l'ancienne gymnaste soviétique Olga Karasyova affirme sur la chaîne de télévision allemande RTL avoir été victime de dopage par l'avortement : à seize ans, elle aurait été forcée à concevoir avec son petit ami avant les Jeux olympiques d'été de 1968 pour avorter dix semaines plus tard. Quelques jours plus tard, le médecin de la Fédération internationale de gymnastique affirme que ces déclarations sont faites dans le contexte d'un règlement de comptes : en effet, sa dauphine Vera Caslavska est ouvertement anti-communiste, et lors des Jeux olympiques, certains commentateurs affirment qu'elle ne pourrait pas avoir perdu si Karasyova n'avait pas triché. Son ancien entraîneur commente quelques jours plus tard que « dans tout autre pays, on appellerait cela un viol ». L'histoire est reprise dans plusieurs organes de presse nationale, dont Sports Illustrated aux États-Unis et Le Monde en France. Kovalenko[Qui ?] affirme quant à elle qu'elle n'a jamais tenu ses propos et qu'elle ne s'est pas rendue à l'interview ; elle attaque pour diffamation un journal russe ayant repris la nouvelle et menace de porter plainte contre RTL. Il s'agit du seul témoignage de première main sur le dopage par avortement.
En 1999, le docteur danois Paul-Erik Paulev écrit que des sportives enceintes ont battu des records du monde, ajoutant : « Bien sûr, ceci est acceptable si c'est un événement naturel et accidentel. Cependant, dans certains pays, les athlètes femmes sont devenues enceintes pendant 2 ou 3 mois afin d'augmenter leurs performances juste après un avortement. » Il ne cite aucune référence scientifique pour appuyer son propos.
Dans les années 2000, la littérature scientifique s'entend généralement sur l'absence d'un effet dopant de la grossesse chez les sportives. Les médias grand public, cependant, continuent à propager les affirmations des décennies précédentes. L'idée est notamment reprise et amplifiée par des médias du mouvement anti-avortement.

## Effet de la grossesse sur les performances
La grossesse rend la respiration plus ample, ce qui améliore l'accès d'oxygène. Il est possible que cela ait un impact positif sur les performances ; cependant, l'oxygène dans le sang ne change pas, les premières semaines de grossesse ayant une augmentation du volume de plasma et non de cellules rouges. L'effet positif n'est donc observé qu'à partir de la 18e semaine de grossesse ; à ce stade, il s'accompagne d'anémie, de fatigue et d'un souffle plus court. Dans l'ensemble, les effets physiques de la grossesse ne sont donc pas positifs.
L'effet de la grossesse n'est pas que physique, mais aussi hormonal. Pendant une courte période, l'estradiol augmente : cette hormone liée à la performance diminue avec le surentraînement. Cependant, il est bien plus facile d'augmenter son taux d'estradiol avec des médicaments, par exemple avec une pilule contraceptive à fort dosage. La progestérone libérée pendant la grossesse favorise la relaxation des tendons et des muscles ; elle rend par contre les riques d'entorse plus élevés. Le corps féminin enceint peut aussi produire plus de testostérone. Il n'existe pas de consensus scientifique sur l'impact de ces changements hormonaux sur la performance sportive.
Enfin, les femmes n'ont pas de cycle menstruel pendant la grossesse, un avantage en soi ; de nombreuses sportives prennent la pilule contraceptive en continu avec le même objectif.
La méthode est très aléatoire, puisqu'il est difficile de programmer une grossesse avec précision et qu'une femme sur trois vit des effets secondaires négatifs en raison de sa nouvelle production hormonale, dont la nausée matinale. De plus, l'avortement laisse des séquelles physiques aux sportives, ce qui peut rendre la méthode contre-productive.

## Légalité
Le code de l'Agence mondiale antidopage ne mentionne pas le dopage par la grossesse et l'agence affirme en 2002 que le dopage par la grossesse n'existe plus, qu'il ait ou non été répandu avant la chute du mur de Berlin. Le Comité international olympique ne régule pas non plus la grossesse des sportives.
L'hormone chorionique gonadotrope humaine, produite pendant la grossesse, a un effet dopant prouvé chez les hommes, mais pas chez les femmes, et est interdite à ce titre uniquement chez les hommes.

## Conséquence du mythe chez les sportives
Les sportives s'informent dans les médias grand public et non dans la littérature scientifique. Elles voient donc de nombreux mythes sur le rapport entre grossesse et performance sportive. Des sportives affirment s'être senties obligés d'avorter, d'autres obligées de garder le foetus, pour leurs performances. Deux cas sont recensés dans les années 2000 d'étudiantes sportives de haut niveau aux États-Unis cachant leur grossesse pour continuer à s'entraîner et commettant un infanticide à la naissance en raison de la désinformation à laquelle elles ont été exposées.
Les jeunes femmes sportives de haut niveau et enceintes subissent des stéréotypes négatifs.
Les géniteurs sont absents de la couverture médiatique de ces affaires : ce sont les jeunes femmes qui en portent l'entière culpabilité.